# Ferdinand Hasenfratz
Ferdinand Hasenfratz (* 7. Juli 1858 in Untereggingen; † 1. Mai 1943 ebenda) war Postagent, Ratsschreiber und Heimatforscher, er befasste sich mit der Natur, Literatur und Geschichte insbesondere seiner Heimat. Gern bezeichnete er sich selbst als „Waldstrolch“ oder Uhu vom Wutachtal.

## Leben und Werk
Seine heimatgeschichtlichen Werke, Dichtungen und Festspielstücke in Mundart erschienen zumeist im Selbstverlag in kleiner Auflage.
Er sammelte leidenschaftlich alles, was von historischem Belang zu seiner Heimat war. Er besaß unter anderem auch das Kurzschwert des Hans Müller von Bulgenbach.
1984 wurde sein Werk in Auswahl durch den Edition Isele Verlag neu aufgelegt.

## Werke
- Im Götterhain  1904
- Zwei Zwingherren 1907
- Die Reuenthaler Mühle 1908
- Der Hufwilm 1908
- Der Jahrlauf 1922
- Der Krautbettjäger 1922
- Im Götterhain beim Opferstein  1924
- Der Dorfbrand  1931
- Der Basler 1934

Zudem schrieb er etwa 40 Theaterstücke/Freilichtspiele, welche noch zu seiner Zeit, teils in großem Rahmen, aufgeführt wurden.